# Paul Drumaux
Paul Drumaux (Hasselt, 1883 – Bruxelas, 1954) foi um engenheiro belga, que escreveu sobre eletricidade, engenharia elétrica e assuntos relacionados.
Paul Drumaux recebeu pela Universidade de Liège um grau de engenheiro de minas em 1905 e engenharia elétrica em 1908. Em 1907 Drumaxu tornou-se um engenheiro supervisor da bpost e em 1919 foi docente da Universidade de Ghent.
Foi palestrante convidado do Congresso Internacional de Matemáticos em Zurique (1932) e Oslo (1936).

## Publicações selecionadas
- La théorie corpusculaire de l’électricité. Les électrons et les ions (1911, publication awarded the Prix de la Fondations Montefiore)[1] 166 pages[2]
- La théléphonie à grande distance et la télephonie sans fils (1913, publication awarded the Prix de l’Association des Ingénieurs de Liège)[1]
- Les circuits téléphonique à longue portée comparées aux lignes de transport de force (1913)
- L’évidence de la théorie d’Einstein (1923), 72 pages
- Sur l’énergie gravifique (1925)
- La théorie des quanta (1927).